# Barnen som inte fanns
Barnen som inte fanns (Dare mo shiranai (誰も知らない) är en japansk film regisserad av Hirokazu Koreeda. Filmen är inspirerad av en verklig händelse i Tokyo, 1988 då en ung mamma övergav sin fyra barn, men karaktärer och liknande uppges i filmens öppningssekvens vara fiktion. 

## Handling
En mamma överger sina fyra barn i en lägenhet i Tokyo, den tolvårige sonen får uppdraget att ta hand om sina syskon. Barnen väntar på att mamman ska komma tillbaka, men tiden går och de får det allt svårare.

## Om filmen
Filmen är inspelad i Tokyo och visades första gången vid filmfestivalen i Cannes den 13 maj 2004. Den hade svensk premiär den 12 augusti 2005 på Zita i Stockholm. Filmen är barntillåten.

## Rollista (komplett)
- Yūya Yagira - Akira Fukushima
- Ayu Kitaura - Kyoko
- Hiei Kimura - Shigeru
- Momoko Shimizu - Yuki
- Hanae Kan - Saki
- You - Keiko (mamman)
- Kazuyoshi Kushida - Yoshinaga (hyresvärden)
- Yukiko Okamoto - Eriko Yoshinaga
- Sei Hiraizumi - innehavare av minimarknaden
- Ryō Kase - anställd på minimarknaden
- Takako Tate - kassörska på minimarknaden
- Yūichi Kimura - Sugihara (taxichaufför)
- Kenichi Endō - anställd på Pachinko Parlor
- Susumu Terajima - basebollcoach

## Musik i filmen
- Jewel, framförd av Takoko Take

## Utmärkelser
- 2004 - Filmfestivalen i Cannes - Bästa skådespelare, Yûya Yagira
- 2004 - Flanders International Film Festival - Stora priset, Hirokazu Kore-eda
- 2004 - Hochi Film Award - Bästa film, Hirokazu Kore-eda
- 2004 - Filmfestivalen i Santa Fe - Milagro Award - Festivalens bästa, Hirokazu Kore-eda
- 2005 - Blue Ribbon Award - Bästa regi, Hirokazu Kore-eda
- 2005 - Blue Ribbon Award - Bästa film, Hirokazu Kore-eda
- 2005 - Kinema Junpo Award - Bästa film, Hirokazu Kore-eda
- 2005 - Kinema Junpo Award - Bästa nya skådespelare, Yûya Yagira
- 2005 - Kinema Junpo Award - Bästa kvinnliga biroll, You
- 2005 - Mainichi Film Concours - Bästa ljud, Yutaka Tsurumaki
- 2005 - Mainichi Film Concours - Sponichis stora nykomligspris, Yûya Yagira
- 2005 - Filmfestivalen i Yokohama - Bästa nykomling, Yûya Yagira